# Perereca-de-folhagem-com-perna-reticulada
A Pithecopus ayeaye, também conhecida como perereca-de-folhagem-com-perna-reticulada , é uma espécie de perereca (qualquer sapo que passa a maior parte de sua vida útil em árvores) da família Phyllomedusidae e endêmica do Brasil , comumente encontrada na zona de transição entre o Cerrado e a Mata Atlântica , em altitude de cerca de 1.400 metros . A espécie é registrada em poças de riachos e brejos próximos a matas de galeria e costuma depositar os seus ovos em folhas acima de riachos para que os girinos, quando eclodirem, caírem na água . Os machos medem cerca de 37 mm de comprimento rostro-cloacal, são territoriais e entram em contato físico, agarrando o oponente e tentando desaloja-lo do ramo em que vocalizam.
Pithecopus ayeaye é um anfíbio ameaçado de extinção pela perda de habitat resultante da atividade de mineração e incêndios que devastam a paisagem e a espécie, também, tem sido afetada pelas mudanças climáticas, erosão, que faz com que os riachos fiquem cheios de sedimentos, e poluição causada por pesticidas, indústrias, operações militares e pela mineração . Os poluentes na água causam um declínio na população dessa espécie. Seu alcance restrito, provavelmente, a torna particularmente mais vulnerável a essas ameaças .

## Descrição
Pithecopus ayeaye possui tamanho médio, podendo medir entre 28,7mm a 40mm de comprimento e pesar de 1,89g a 7,5g . Seu lado dorsal tem uma cor verde cintilante, os lados do corpo e apêndices possuem uma rede distinta de linhas pretas com manchas circulares de tons que variam do avermelhado ao alaranjado e o lado ventral é de cor cinza a preta . Seus girinos apresentam corpos ovais e longos com as laterais achatadas e ponta da cauda arqueada, além disso, possuem cabeças com olhos grandes e é perceptível que os corpos são maiores que a cauda. Sua superfície dorsal é escura, enquanto sua superfície ventral é de cor cinza claro . 

## Habitat
Essa espécie é nativa da América do Sul e vive em serras localizadas em Minas Gerais e áreas de São Paulo, no Brasil .

## Reprodução
A época de reprodução é de outubro a janeiro. Os machos se posicionam em vegetação próxima a um riacho e começam a chamar pelas fêmeas. A maioria dos indivíduos dessa espécie se reproduzem em noites de chuvas para aumentar as chances de ocorrer fertilização. Os ovos com os girinos eclodem entre novembro e dezembro e estão completamente maduros em junho . As fêmeas preferem depositar seus ovos em plantas da família Melastomataceae e Solanaceae. As folhas dessas plantas possuem tricomas que impedem que os ovos sequem e adiram à folha .
Os machos reproduzem diversos “chamados” para informações específicas ou um chamado que transmite informações diferentes. Esses “chamados” são utilizados para obter a atenção das fêmeas e avisar a outros sapos machos que estão perto. Também são utilizados quando os machos tentam reproduzir uns com os outros ou estão brigando .